# كي ون
نوافذك (بالإنجليزية KWin كىٰ وِن) هو اسم يطلق على مدير نوافذ لنظام النوافذ إكس ومركّب ويلاند (Wayland compositor) من تطوير كيدي. صدر «نوافذك» كجزء من كدي بلازما 5 وهو مدير النوافذ الافتراضي فيها. يمكن استخدام «نوافذك» بشكل مستقل أو في بيئات سطح المكتب الأخرى.
تعتمد النسخة الخامسة من «نوافذك» على أُطر عمل كيدي 5. اعتمدت النسخ الرابعة منه على منصة كيدي 4، والتي كانت مكتبة فرديّة (monolithic library). النسخ الثالثة كانت تعتمد KDELibs.
يمكن ضبط «نوافذك» عبر استخدام مخطوطات كيو‌إم‌إل أو QtScript المبنيّان على ECMAScript.

## التأريخ
| الاسم | الإصدارة      | تفاصيل                                                                                      |
| ----- | ------------- | ------------------------------------------------------------------------------------------- |
| KWM   | 1.0           |                                                                                             |
| KWin  | 2.0           | دعم موسّع للسمات وتأثيرات النوافذ.                                                           |
| KWin  | 3.0           | دعم محسّن لمعايير ICCCM الموسّعة من freedesktop.org.                                          |
| KWin  | 4.0           | دعم التراكب (Compositing) والتأثيرات الشبيهة بكومبيز.                                       |
| KWin  | 4.4 (02/2010) | تكبير النوافذ وتقسيمها على الشاشة بالجذب إلى حواف الشاشة، إضافة إلى تجميع النوافذ وتلسينها. |
| KWin  | 4.5           | تقسيم النوافذ على الشاشة. (أُزيل في الإصدارة 4.10)                                           |
| KWin  | 4.9           | تغيير في واجهة برمجة التّطبيقات أدّى إلى عدم توافقية.                                         |
| KWin  | 4.11          | آخر إصدارة مبنية على منصة كدي 4. دعم تجريبي لويلاند.                                        |
| KWin  | 5.0           | أول إصدارة مبنية على أُطر عمل كدي 5 وكيوت 5.                                                 |

## المظهر
توجد العديد من زخرفات النوافذ لبرمجية «نوافذك»، منها «نسيم» الزخرفة الافتراضية الحالية، و«أوكسجين» الزخرفة الافتراضية السابقة، وRedmond الشبيهة بمايكروسوفت وندوز، وKeramik.

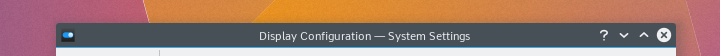
زخرفة "نسيم" الافتراضية في «نوافذك».

## التراكب
توجد حاليا عدة برمجيات سند تدعم التراكب مثل XRender، وأوبن‌جي‌إل 1.2، وأوبن‌جي‌إل 2.0، وأوبن‌جي‌إل3.1 وأوبن‌جي‌إل إي‌إس 2.0.

### التأثيرات المضمنة

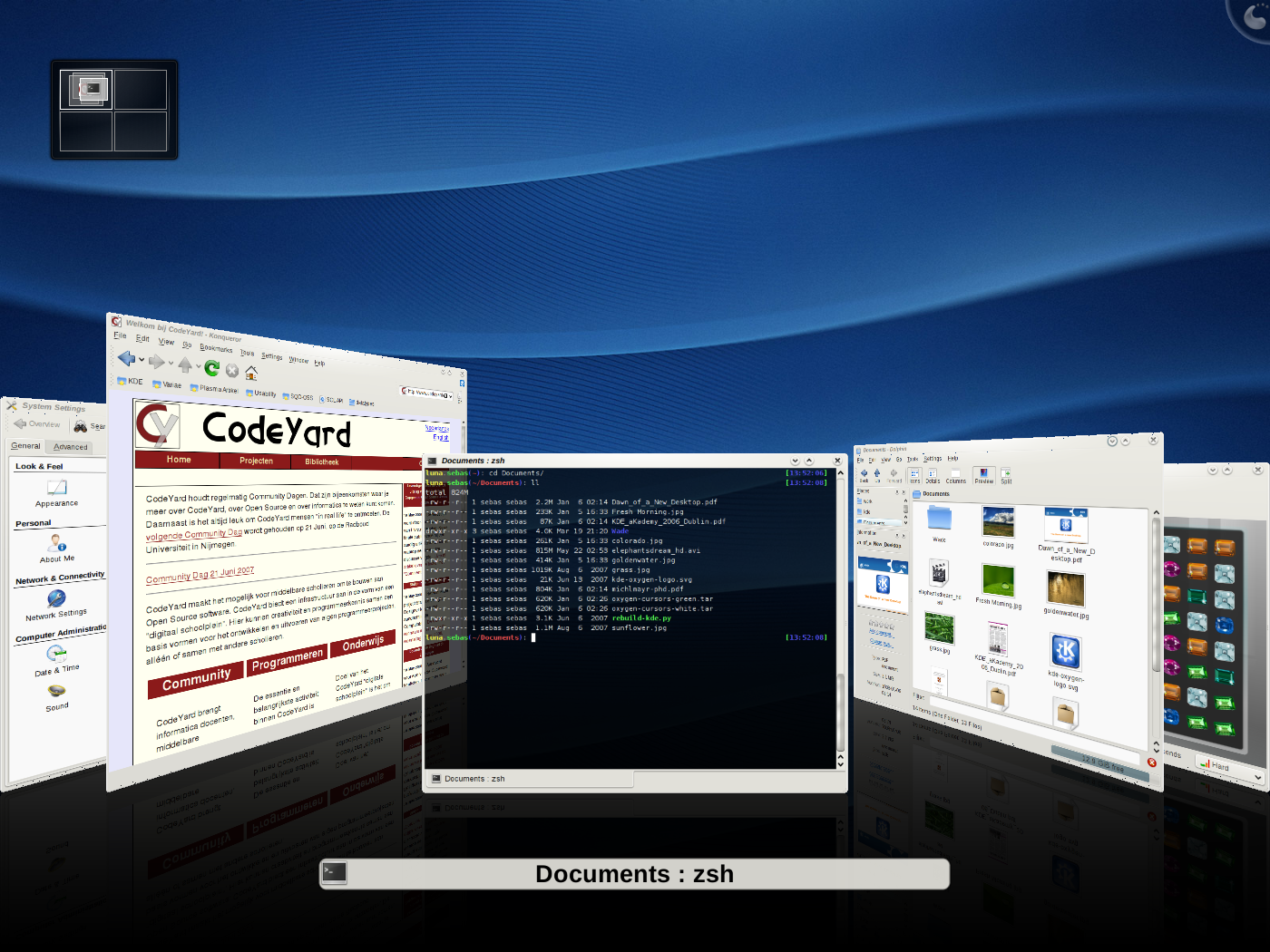
لقطة شاشة تعرض تأثير تبديل الغلاف في نوافذك في كدي 4.1.

بدءًا من كدي 4.3، التأثيرات الآتية أصبحت مضمنة:

#### الإتاحة
| الاسم         | الوصف                                                |
| ------------- | ---------------------------------------------------- |
| Invert        | لعكس ألوان سطح المكتب والنوافذ                       |
| Looking glass | مكبِّرة شاشة تبدو مثل عدسات عين السمكة                 |
| Magnifier     | لتكبير جزء من الشاشة القريب لمؤشر الفأرة             |
| Sharpen       | لجعل سطح المكتب يبدو أكثر حدّة                        |
| Snap Helper   | للمساعدة في العثور على وسط الشاشة عند تحريك نافذة ما |
| Track mouse   | لعرض تأثير لمؤشر الفأرة عندما ينشط                   |
| Zoom          | لتكبير سطح المكتب بالكامل                            |

#### المظهر
| الاسم              | الوصف                                                                                       |
| ------------------ | ------------------------------------------------------------------------------------------- |
| Explosion          | لجعل النوافذ تنفجر عندما تُغلق                                                               |
| Fade               | لجعل النوافذ تتلاشى للداخل والخارج بنعومة عندما تُعرض أو تُخفى                                |
| Fade Desktop       | لعمل تلاشي بين أسطح المكتب الوهمية عند التبديل بينها                                        |
| Fall apart         | النوافذ المُغلقة تسقط أجزاء متناثرة                                                          |
| Highlight Windows  | لإبراز النافذة المناسبة عند مرور المؤشر على المدخلات في شريط المهام                         |
| Login              | التلاشي بنعومة لداخل سطح المكتب عند الولوج                                                  |
| Logout             | لإلغاء تشبّع سطح المكتب عند عرض حوار الخروج                                                  |
| Magic Lamp         | لمحاكاة المصباح السحري عند تصغير النوافذ                                                    |
| Minimize animation | لعرض حركة عند تصغير النوافذ                                                                 |
| Mouse mark         | لإتاحة رسم الخطوط على سطح المكتب                                                            |
| Scale In           | لعرض حركة عند ظهور النوافذ                                                                  |
| Sheet              | لجعل الحوارات الشرطية (Modal Dialogues) تتطاير بنعومة للداخل والخارج عند إظهارها أو إخفائها |
| Slide              | لانزلاق النوافذ نحو الشاشة عند التبديل بين أسطح المكتب الوهمية                              |
| Sliding popups     | لعرض حركة انزلاق لمنبثقات بلازما                                                            |
| Taskbar Thumbnails | لعرض مصغرات للنوافذ عند تمرير المؤشر على المدخلات في شريط المهام                            |
| Thumbnail aside    | لعرض مصغرات للنوافذ على حافة الشاشة                                                         |
| Translucency       | لجعل النوافذ شفافة في مختلف الحالات                                                         |
| Wobbly windows     | لتشويه النوافذ وهي تتحرّك                                                                    |

#### تسلية
| الاسم | الوصف                             |
| ----- | --------------------------------- |
| Snow  | لمحاكاة سقوط الثلج على سطح المكتب |

#### التركيز
| الاسم                             | الوصف                                        |
| --------------------------------- | -------------------------------------------- |
| Dialog parent                     | لتغميق النوافذ الأم للحوار النشط الحالي      |
| Dim Inactive                      | لتغميق النوافذ غير النشطة                    |
| Dim screen for administrator mode | لتغميق الشاشة بالكامل عند طلب امتيازات الجذر |
| Slide Back                        | لانزلاق النوافذ التي فقدت التركيز            |

#### أدوات
| الاسم      | الوصف                                         |
| ---------- | --------------------------------------------- |
| Show FPS   | لعرض أداء نوافذك في حافة الشاشة               |
| Show Paint | لإبراز المناطق على سطح المكتب التي حُدّثت مؤخرا |

#### إدارة النوافذ
| الاسم                  | الوصف                                                                |
| ---------------------- | -------------------------------------------------------------------- |
| Box switch             | لعرض مصغرات للنوافذ في مبدِّل النوافذ عند استخدام Alt+Tab              |
| Cover switch           | لتطبيق تأثير يشابه الأغلفة المعروضة عند استخدام مبدِّل النوافذ Alt+Tab |
| Desktop cube           | لعرض كل سطح مكتب كسطح من مكعّب                                        |
| Desktop Cube Animation | لعرض حركة عند تبديل سطح المكتب باستخدام المكعّب                       |
| Desktop grid           | لتبعيد المنظور لتُعرض كل أسطح المكتب جنبًا إلى جنب في شبكة             |
| Flip switch            | للتقليب بين النوافذ المتراصّة عند استخدام مبدِّل النوافذ Alt+Tab        |
| Present windows        | لتبعيد المنظور لتُعرض النوافذ المفتوحة جنبًا إلى جنب                   |
| Resize Window          | تأثير لرسم خط عريض حول النافذة أثناء تغيير حجمها                     |

## روابط خارجية
- ملاحظات إصدار «نوافذك» لكدي 4.0 (بالإنجليزية)
- زخرفات لبرمجية «نوافذك 4»
- نوافذك على موقع Open Hub (الإنجليزية)